# Липовка (Костромская область)
Липовка — посёлок в Нейском муниципальном округе Костромской области России.

## География
Посёлок находится в центральной части Костромской области, в подзоне южной тайги, на правом берегу реки Неи, к северу от автодороги 34Н-37, на расстоянии приблизительно 11 километров (по прямой) к северо-западу от города Неи, административного центра округа. Абсолютная высота — 117 метров над уровнем моря.

### Климат
Климат характеризуется как умеренно континентальный, с продолжительной холодной многоснежной зимой и коротким сравнительно тёплым летом. Среднегодовая температура воздуха — 2,6 °C. Средняя температура воздуха самого холодного месяца (января) — −12,7 °C; самого тёплого месяца (июля) — 17,9 °C. Продолжительность периода активной вегетации растений (выше 10 °C) составляет примерно 127 дней. Годовое количество атмосферных осадков — 593 мм, из которых до 470 мм выпадает в вегетационный период.

### Часовой пояс
Посёлок Липовка, как и вся Костромская область, находится в часовой зоне МСК (московское время). Смещение применяемого времени относительно UTC составляет +3:00.

## Население
| 2008 | 2010 | 2014 |
| ---- | ---- | ---- |
| 24   | ↘23  | ↗32  |

### Национальный состав
Согласно результатам переписи 2002 года, в национальной структуре населения русские составляли 99 % из 114 чел.